# Smardzew (województwo mazowieckie)
Smardzew dawniej też Smardzów – wieś sołecka w Polsce położona w województwie mazowieckim, w powiecie białobrzeskim, w gminie Radzanów. Istnieje od wczesnego średniowiecza.
| SIMC    | Nazwa          | Rodzaj    |
| ------- | -------------- | --------- |
| 0635081 | Gajki          | część wsi |
| 0635098 | Konsystorzówka | część wsi |
| 0635106 | Praga          | część wsi |
| 0635112 | Prawdzic       | część wsi |

W latach 1975–1998 miejscowość położona była w województwie radomskim.
Wierni Kościoła rzymskokatolickiego należą do Parafii św. Marcina z Tours w Radzanowie. 